# Коэль
Коэ́ль, коель (лат. Eudynamys scolopaceus) — птица, крупный представитель семейства кукушковых. Обитает в Южной и Юго-Восточной Азии, а также в Китае. Часть орнитологов рассматривают вид в более широком смысле, включая в него формы melanorhynchus и orientalis, распространённые соответственно на островах Индонезии и в Австралии.
Как и многие кукушки, коэль — гнездовой паразит, который размножается за счёт врановых и некоторых других групп птиц. Особенность коэлей (в том числе форм melanorhynchus и orientalis) среди кукушек состоит в том, что взрослые особи являются преимущественно вегетарианцами. Название птицы, которое подражает брачному крику самца, пришло к нам из Северной Индии.

## Описание

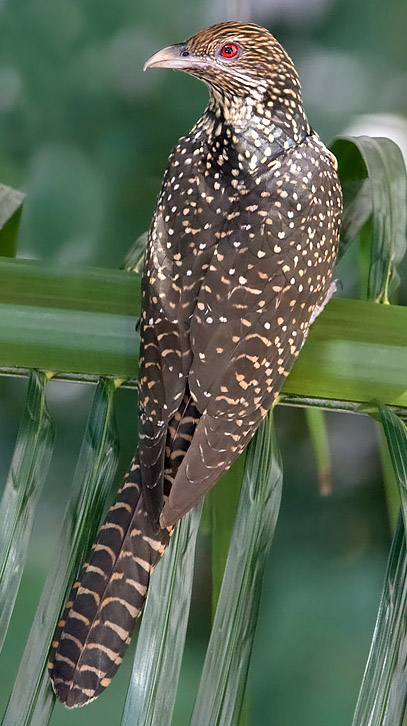
Самка

Крупная длиннохвостая кукушка. Общая длина 39—46 см, масса 190—327 г. Самец окрашен в бархатистый сине-чёрный цвет с зеленоватым отливом. Самка сверху бронзово-коричневая с рыжими пестринами на голове, охристым крапом на спине и полосатым охристым рисунком на кроющих и рулевых перьях. Вся нижняя часть тела самки — беловатая с буровато-коричневыми пятнами, продольными на груди и поперечными на брюхе. У самца радужина карминно-красного цвета, у самки — от светло-коричневого до оранжево-красного. У обоих полов клюв зеленоватый, ноги серые. Молодые самцы пепельно-серые с охристыми пестринами на груди, брюхе и крыльях; молодые самки в сравнении со взрослыми более тёмные сверху.
Коэля трудно заметить с поверхности земли, поскольку он всё время прячется в листве деревьев и кустарников, но зато легко можно услышать. Птицы ведут себя довольно шумно в сезон размножения с марта по август, особенно в ночное время. Территориальный крик самца — хорошо слышный на расстоянии монотонный свист «коо-её…коо-эль», повторяемый каждые две секунды с ударением на втором слоге. Пение самки — свистовое стрекотание, более быстрое, чем у самца.

## Распространение
Коэль распространён в Азии от долины реки Инд (восточный Пакистан) к югу до островов Лакшадвип и Мальдив, к востоку до побережья южной окраины Жёлтого моря, к юго-востоку до Больших, Малых Зондских островов и Филиппин. Природные места обитания этой птицы — светлые равнинные леса с опушками и густым подлеском, редколесье, окраины муссонных лесов, мангры, поросшие кустарником долины рек, верещатники.
Хозяйственная деятельность человека и искусственное изменение ландшафтов оказали благоприятное воздействие на распространение и численность коэля; так, благодаря строительству оросительных каналов в пакистанской провинции Синд ареал этих птиц значительно расширился в северном направлении. Они часто селятся в садах и парках в пределах городской черты, среди посадок инжира, какао, масличных пальм и других культур. Местами коэль — обычная городская птица, как, например, в индийском городе Пуна. После мощного извержения вулкана Кракатау в 1883 году, после которого от одноимённого острова остались лишь три небольшие части (острова Раката, Сертунг и Раката-Кечил), коэли стали одними из первых позвоночных, кто вновь начал там размножаться.

## Питание
Рацион взрослого коэля почти полностью состоит из мякоти плодов древесных растений, среди которых чаще всего упоминают инжир, шелковицу, зизифус, папайю, гуаву, суринамскую вишню, каперсы, тамаринд, стеркулию вонючую (Sterculia foetida). Он также употребляет в пищу плоды колючего кустарника Ziziphus oenoplia, небольшого дерева Memecylon umbellatum, дерева Macaranga peltata, перца чёрного, сантала белого. Косточки крупных плодов, размер которых может доходить до 41 мм в диаметре, выбрасываются — этим птицы способствуют рассеиванию многих видов растений. Иногда коэль питается нектаром цветков кораллового дерева Erythrina indica.
Объём кормов животного происхождения незначителен, включает в себя насекомых (кузнечики, пластинчатоусые, клопы, термиты, гусеницы) и улиток. Известны случаи поедания самкой кладок бюльбюля и охоты за мелкими птицами. Птенцы кормятся тем, что им в гнездо приносят «приёмные родители»: это могут быть как насекомые, так и растительная пища.

## Размножение

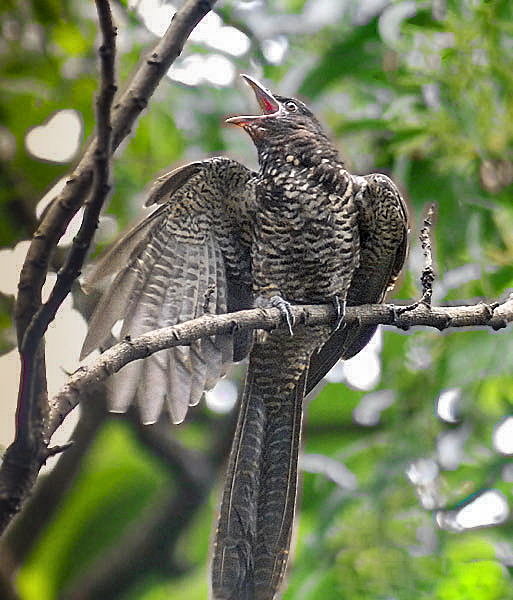
Молодая самка, требующая корм

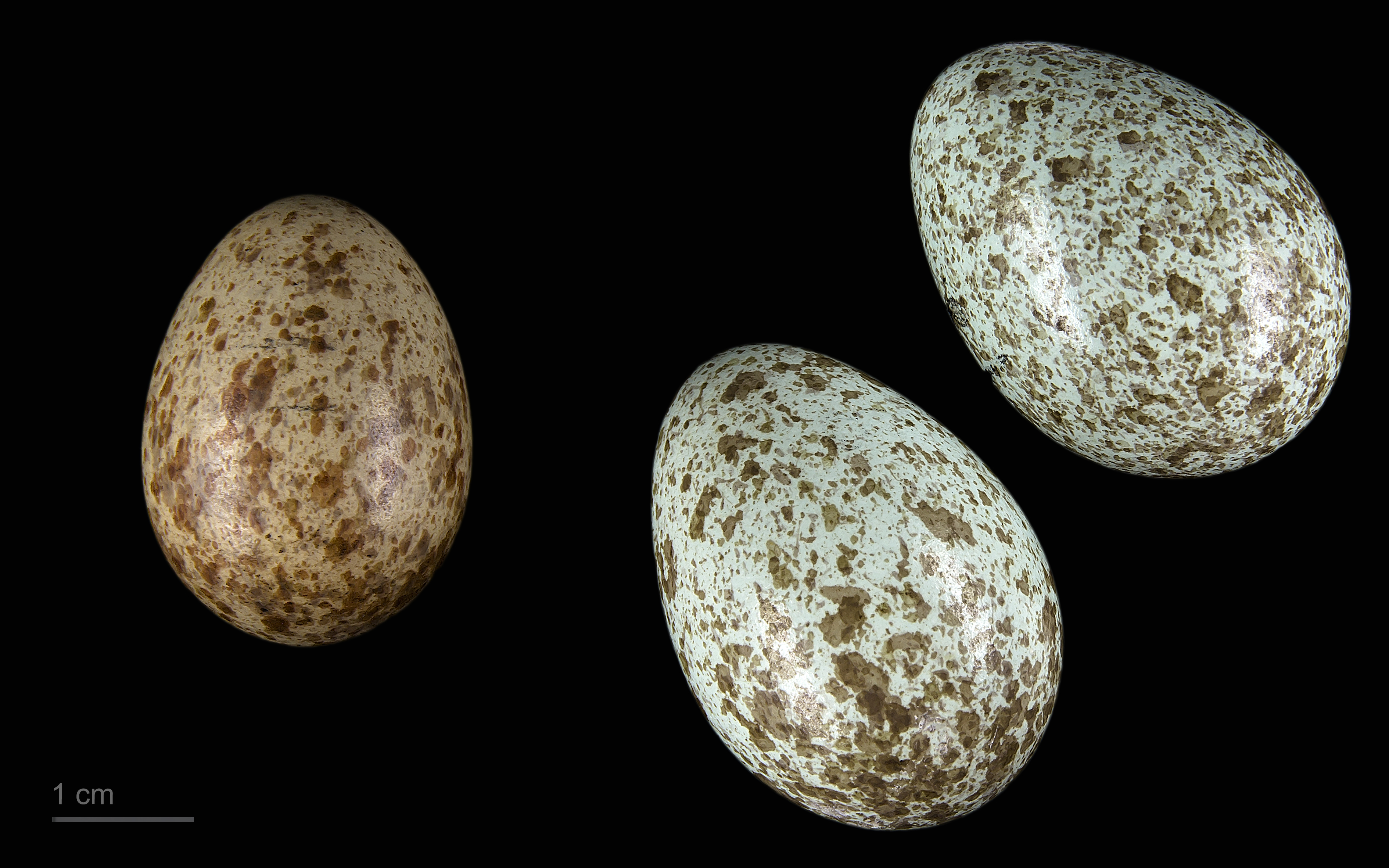
яйцо Eudynamys scolopaceus + Corvus splendens - Тулузский музеум

Периоды, когда птицы размножаются, отличаются в разных регионах: в Индии кладки находили с марта по август, в Шри-Ланке с апреля по август, в Малайзии с февраля по апрель. На Яве птицы могут гнездиться в любое время года. Коэль — гнездовой паразит, подбрасывает яйца в гнёзда других птиц — как правило, на небольшой высоте вблизи от посадок плодовых деревьев. Во время подмены кладки самец иногда отвлекает хозяев гнезда, но чаще всего самка пользуется их временным отсутствием. Яйца голубовато-серые с коричневыми и чёрными пятнышками — как у ворон, только мельче: около 31×23 мм в Индии, 34×26 мм на Яве и 34×25 мм на острове Флорес. Самка откладывает к уже снёсшим одно яйцо птицам, при этом яйцо гнездовых хозяев нередко уничтожается. Птенец появляется на свет через 13—14 дней, что на несколько дней раньше, чем у ворон. Когда вылупляются птенцы настоящих родителей, окрепший к тому времени подкидыш не пытается выкинуть их из гнезда, как это делают другие кукушки, а за счёт опережающего роста вытесняет их в доступе на приносимый корм (подобное поведение также характерно для исполинской кукушки Scythrops novaehollandiae). Бывает, что в одном гнезде оказываются сразу два яйца коэля (или более); при этом оба птенца доживают до лётного состояния. Птенцы поднимаются на крыло через 19—28 дней, однако и после этого ещё 2—3 недели подкармливаются приёмными родителями, прежде чем становятся полностью самостоятельными.
В Южной Азии жертвами чаще всего становятся такие же, как и коэль, синантропы — большеклювая ворона и блестящий ворон. Помимо этих врановых птиц, в Бангладеш яйца кукушки также находили в гнёздах длиннохвостого сорокопута и обыкновенной майны. Другие виды птиц, выкармливающие птенцов кукушек, в южноазиатских сводках фигурируют значительно реже, среди них называют чёрного дронго (Dicrurus macrocercus), сороку и пестробокую иволгу (Oriolus xanthonotus). В Юго-Восточной Азии от паразитизма коэля помимо перечисленных выше видов страдают малый и флоресский вороны, красноклювая лазоревая сорока (Urocissa erythrorhyncha), китайская черноголовая иволга, несколько видов филемонов (Philemon).

## Подвиды
Международный союз орнитологов выделяет 5 подвидов:
- E. s. scolopaceus (Linnaeus, 1758). Пакистан, Индия, Непал, Бангладеш, Шри-Ланка, Лакшадвип и Мальдивы.
- E. s. chinensis Cabanis and Heine, 1863. Южный Китай, Индокитай (за исключением Малайского полуострова).
- E. s. harterti Ingram, 1912. Хайнань.
- E. s. malayana Cabanis and Heine, 1863. Малакка, Малые Зондские острова, Большие Зондские острова (кроме Сулавеси). Может также включать форму dolosa, распространённую на Андаманских and Никобарских островах[25].
- E. s. mindanensis (Linnaeus,1766) (включая E. s. paraguena (Hachisuka, 1934) с острова Палаван, и E. s. corvina (Stresemann, 1931) с острова Хальмахера, Филиппины (в т. ч . Палаван и архипелаг Бабуян), острова в промежутке между Минданао и Северным Малуку, кроме группы островов Сула.